# 花田インターチェンジ
花田インターチェンジ（はなだインターチェンジ）は、兵庫県姫路市にある播但連絡道路のインターチェンジである。

## 接続する道路
- 国道372号
- 兵庫県道397号花田御着停車場線

## 周辺
- 姫路城
- 姫路セントラルパーク
- 姫路花田フレッツガーデン
  - ラ・ムー姫路花田店
  - マクドナルド
- ヤマダ電機テックランド姫路店[1]
- エディオン姫路花田店

## 隣
E95 播但連絡道路
(1) 大塩別所ランプ - (2) 花田IC/TB - (3) 山陽姫路東IC/豊富PA（北行き）